# هلن بلیه
هلن بلیه (انگلیسی: Helen Belyea؛ ۱۱ فوریهٔ ۱۹۱۳ – ۲۰ مهٔ ۱۹۸۶) زمین‌شناس، و آموزگار اهل کانادا بود.
وی همچنین برندهٔ جوایزی همچون نشان افسری کانادا شده است.

## زندگی شخصی
بلیه در سنت جان، در خانواده‌ای با ریشه‌های اوگنو به دنیا آمد. والدین او ویلیام بلیه و الیزابت مک‌دونالد بودند.

دانشگاه نورث ورستن، جایی که هلن بلیه در سال ۱۹۳۹ موفق به دریافت مدرک دکترای خود شد

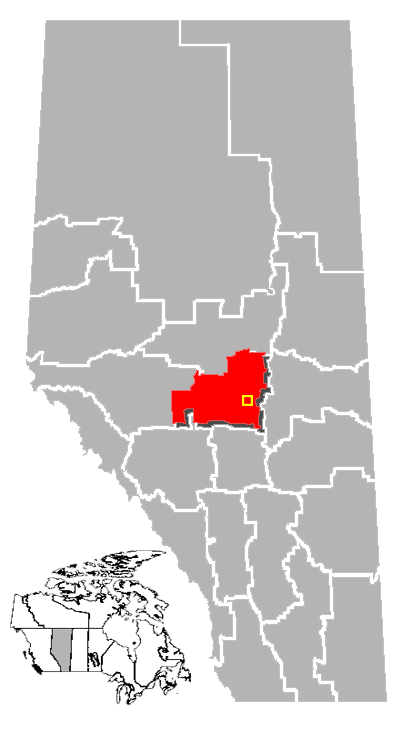
موقعیت شهر لِدُک در آلبرتا، جایی که هلن بلیه به عنوان یکی از دو زمین‌شناسی که وظیفه نظارت بر کشف نفت را بر عهده داشت، به آنجا فرستاده شد.

بلیه همچنین در فعالیت‌هایی مانند کوهنوردی، اسکی، پیاده‌روی و اسب‌سواری فعال بود. او اغلب در کوه‌های آلبرتا، بریتیش کلمبیا و منطقه دریاچه گریت اسلیو
اسب‌سواری می‌کرد. بلیه عضو انجمن هنرهای مستمر کلگری، لیگ زنان فیلارمونیک کلگری و معاون مدیر انجمن باغ‌وحش کلگری بود.
بلیه از طریق حضور خود در دنیای زمین‌شناسی، به ترویج فمینیسم در این حوزه کمک کرد. در حالی که هنجارهای اجتماعی قرن نوزدهم زنان را به نقش زن خانه‌دار محدود می‌کرد، تلاش‌ها و مشارکت‌های برجسته بلیه به او این امکان را داد که در کنار مردان به صورت برابر در این حوزه فعالیت کند. او به عنوان اولین زنی که در مطالعات میدانی فعالیت می‌کرد، نشان داد که زنان نیز توانایی انجام کارهایی هم‌سطح با مردان را دارند. شایان ذکر است که با پذیرش زنان در شغل‌های مرتبط با زمین‌شناسی، آن‌ها با چالش‌های بزرگی برای یافتن موقعیت‌های شغلی قابل احترام مواجه بودند. به‌ویژه، از این زنان انتظار می‌رفت که ازدواج نکنند، چرا که ازدواج اغلب منجر به از دست دادن شغل آنان می‌شد. احتمالاً به همین دلیل بلیه هرگز ازدواج نکرد. هلن بلیه خود را به عنوان یک مرجع معتبر در زمینه پژوهش و تحلیل سیستم زمین‌شناسی دونین در غرب کانادا مطرح کرد.
بلیه در سال ۱۹۷۵ پس از ۳۵ سال خدمت در سازمان زمین‌شناسی کانادا به‌طور رسمی بازنشسته شد. با این حال، مطالعات او در زمینه زمین‌شناسی با بازنشستگی پایان نیافت، زیرا او به همکاری با مؤسسه زمین‌شناسی رسوبی و نفتی ادامه داد.
در ۲۰ مه ۱۹۸۶، هلن بلیه در سن ۷۳ سالگی در کلگری، آلبرتا درگذشت.

## تحصیلات
بلیه مدرک کارشناسی و کارشناسی ارشد خود را در رشته زمین‌شناسی از دانشگاه دالهوزی در نوا اسکوشیا دریافت کرد. او تنها زن در کلاس خود بود و همچنین به عنوان رئیس باشگاه زمین‌شناسی داوسون فعالیت می‌کرد. سپس او مدرک دکترای خود را از دانشگاه نورث‌وسترن در اوانستون، ایلینوی کسب کرد و پایان‌نامه دکترای او تحت عنوان «زمین‌شناسی منطقه موسکواچ، نیوبرانزویک» بود. پس از دریافت دکترا در زمین‌شناسی، بلیه به عنوان معلم در مدارس خصوصی متوسطه در ویکتوریا و تورنتو مشغول به کار شد. در طول جنگ جهانی دوم، بلیه در تلاش‌های جنگی در اتاوا نقش داشت و به سرویس سلطنتی زنان نیروی دریایی کانادا پیوست و در نهایت به درجه ستوانی رسید. او در ماه مه ۱۹۴۵، پس از اتمام خدمت، از نیروی دریایی بازنشسته شد.
در طول دوران حرفه‌ای علمی خود در زمین‌شناسی، بلیه موفق به دریافت دو دکترای افتخاری شد: دکترای افتخاری علوم از دانشگاه ویندزور در سال ۱۹۷۶ و دکترای افتخاری حقوق از دانشگاه دالهاوزی در سال ۱۹۷۷.
در طول تحصیلات خود، بلیه همچنین به عنوان استاد راهنما برای پایان‌نامه کارشناسی ارشد زمین‌شناس همکارش، دکتر فرانسیس واگنر، بین سال‌های ۱۹۴۸ تا ۱۹۵۰ فعالیت داشت.

## تحقیقات و حرفه
پس از پایان خدمت در نیروی دریایی در سال ۱۹۴۵، سازمان زمین‌شناسی کانادا (GSC) بلیه را به عنوان تکنولوژیست استخدام کرد. در سال ۱۹۴۷، بلیه به مقام زمین‌شناس ارتقا یافت. دوران کاری او در سازمان زمین‌شناسی کانادا از اتاوا آغاز شد، اما در سال ۱۹۵۰ به دفتر کلگری، آلبرتا منتقل شد. این جابه‌جایی باعث شد بلیه دومین زنی باشد که برای سازمان زمین‌شناسی کانادا کار می‌کرد، پس از دکتر آلیس ویلسون. در فوریه همان سال، نفت در لودوک کشف شد و بلیه سه سال بعد در سال ۱۹۵۰ برای نظارت به آنجا اعزام شد. در لودوک، بلیه به‌طور خاص بخش‌های سنگی سطحی را که به واسطه حفاری‌های نفتی ظاهر شده بودند، مطالعه کرد. او از این اطلاعات برای ترسیم زمین‌شناسی منطقه و پیش‌بینی محل‌های احتمالی کشف نفت استفاده کرد. پس از کشف نفت، سازمان زمین‌شناسی دفتر خود را در کلگری افتتاح کرد و بلیه برای نظارت بر این کشف به آنجا فرستاده شد. این دفتر در نهایت منجر به تأسیس مؤسسه زمین‌شناسی رسوبی و نفتی در سال ۱۹۶۷ شد.

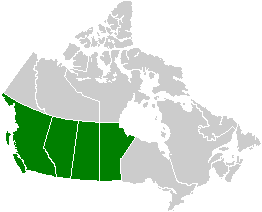
نقشه غرب کانادا، جایی که بیشتر تحقیقات بلیه در آن انجام شده است.